# Periochi Kokkinokremmos
Periochi Kokkinokremmos este o arie protejată (sit de importanță comunitară — SCI) din Cipru întinsă pe o suprafață de 100,18 ha, integral pe uscat.

## Localizare
Centrul sitului Periochi Kokkinokremmos este situat la coordonatele 34°44′25″N 32°48′14″E / 34.7402°N 32.8039°E.

## Înființare
Situl Periochi Kokkinokremmos a fost declarat sit de importanță comunitară în baza directivei 92/43 din 1992 referitoare la conservarea habitatelor naturale și a faunei și florei sălbatice pentru a proteja 1 specie de plante și 47 de specii de animale.

## Biodiversitate
Situată în ecoregiunea mediteraneană, aria protejată conține 7 habitate naturale: Tufărișuri termo-mediteraneene și de pre-deșert, Pante stâncoase calcaroase cu vegetație casmofită, Păduri de Cupressus (Acero-Cupression), Galerii de Salix alba și de Populus alba, Păduri de Platanus orientalis și Liquidambar orientalis (Platanion orientalis), Păduri de Olea și Ceratonia, Păduri de pin mediteraneene cu pini mezogeni endemici.
La baza desemnării sitului se află mai multe specii protejate:
- plante (1): Phlomis brevibracteata
- păsări (47): cocor mic (Anthropoides virgo), Aquila fasciata, șorecarul comun (Buteo buteo), șorecar mare (Buteo rufinus), caprimulg (Caprimulgus europaeus), erete vânăt (Circus cyaneus), erete alb (Circus macrourus), erete cenușiu (Circus pygargus), dumbrăveancă (Coracias garrulus), cuc (Cuculus canorus), presură sură (Emberiza calandra), Falco naumanni, șoim călător (Falco peregrinus), vânturel de seară (Falco vespertinus), muscar negru (Ficedula hypoleuca), cinteză (Fringilla coelebs), cocor (Grus grus), vulturul pleșuv sur (Gyps fulvus), frunzăriță galbenă (Hippolais icterina), Iduna pallida, capîntortură (Jynx torquilla), sfrâncioc roșiatic (Lanius collurio), sfrânciocul cu frunte neagră (Lanius minor), sfrâncioc cu cap roșu (Lanius senator), prigoare (Merops apiaster), gaia neagră (Milvus migrans), muscar sur (Muscicapa striata), Oenanthe cypriaca, grangur (Oriolus oriolus), vrabie negricioasă (Passer hispaniolensis), viespar (Pernis apivorus), codroș de munte (Phoenicurus ochruros), pitulice de munte (Phylloscopus bonelli), pitulice sfârâitoare (Phylloscopus sibilatrix), pitulice-fluierătoare (Phylloscopus trochilus), mărăcinar negru (Saxicola torquatus), sitar de pădure (Scolopax rusticola), silvie cu cap negru (Sylvia atricapilla), silvie de zăvoi (Sylvia borin), silvie de câmp (Sylvia communis), silvie-mică (Sylvia curruca), Sylvia hortensis, Sylvia melanothorax, fluturașul de stâncă (Tichodroma muraria), mierlă (Turdus merula), sturz-cântător (Turdus philomelos), pupăză (Upupa epops)

Pe lângă speciile protejate, pe teritoriul sitului au mai fost identificate 16 specii de plante.